# 努梅拉疗养院

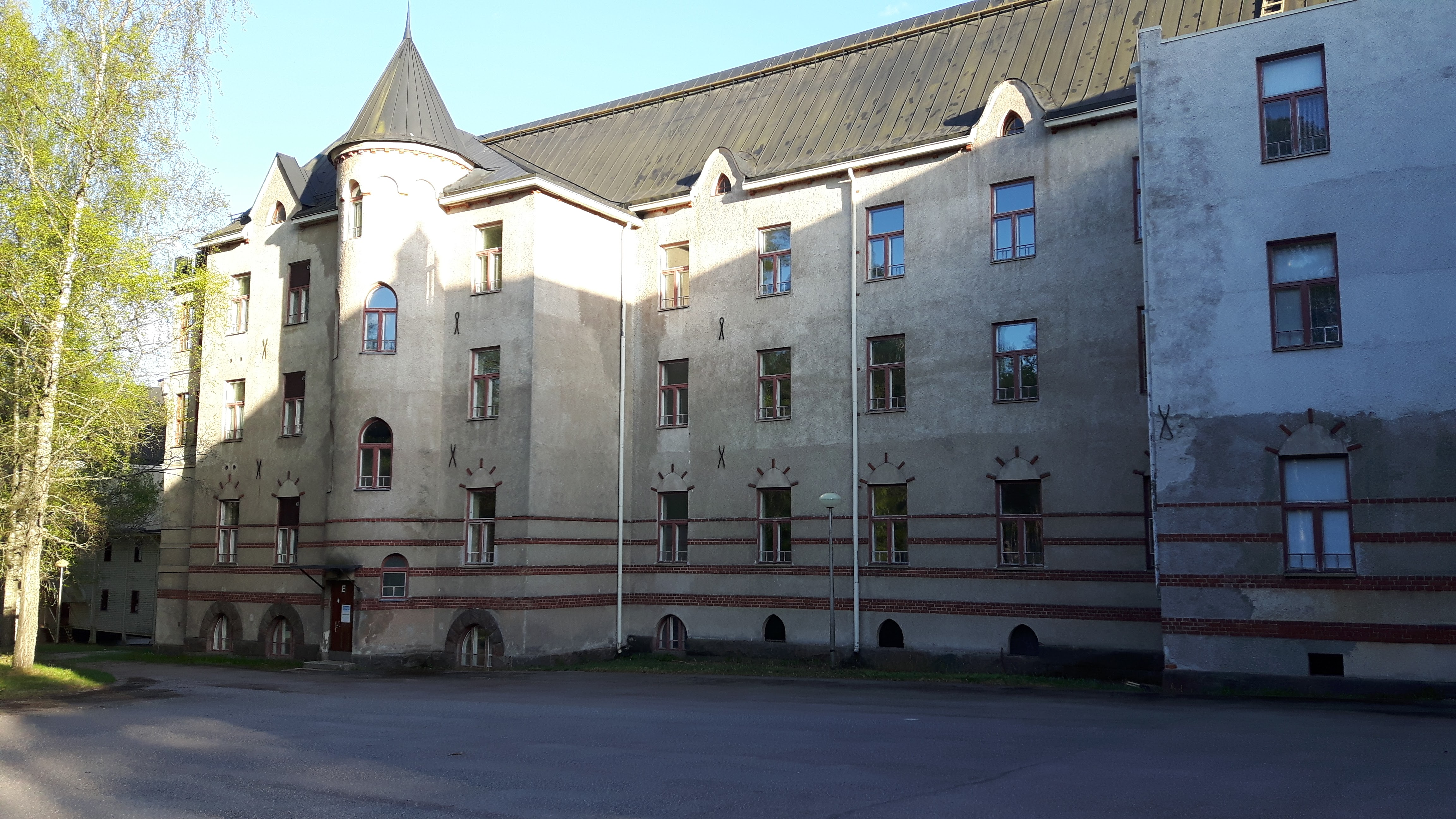
主楼的背面

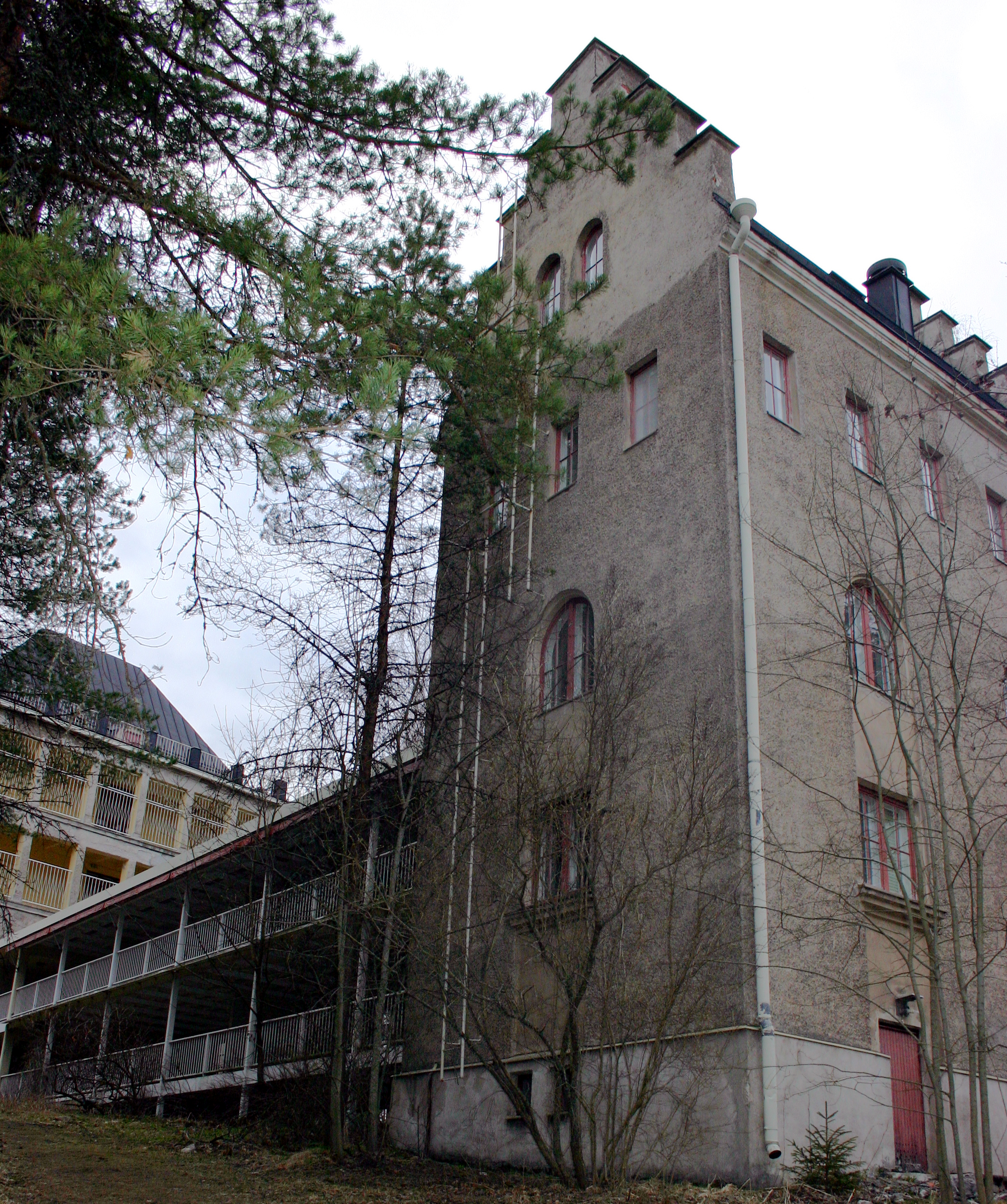
原为工作人员住宿的附属建筑，主楼和附属建筑之间的两层开放式木楼为疗养病人半户外的病房

努梅拉疗养院（芬蘭語：Nummelan parantola），后来名为勒于凯医院（芬蘭語：Röykän sairaala），曾是芬兰的一间肺结核疗养院，位于努尔米耶尔维市镇的勒于凯村。2023年起改为度假旅店，现提供旅舍服务。

## 历史
该疗养院最初由一些肺结核专科医生私人建立。主楼的建筑师为芒努斯·谢尔夫贝克。1903—1936年的资深医生为阿克塞尔·冯·邦斯多夫。疗养院最老的部分是一座德式青年风砖砌宫殿式的建筑。1910和1920年代时疗养院的建筑重修过，1930年代时新增了一座附属建筑作为工作人员的住宿处。主楼的建筑面积为6120平方米，从最初起就有中央供暖。在主楼疗养的病人都是需要自己付钱的，即大多数是有钱人。